# Alioune Nouhoum Diallo
Pour les articles homonymes, voir Diallo.
Ali Nouhoum Diallo, né vers 1938, est un homme politique malien.

## Carrière
Alioune Nouhoum Diallo est le fils de bergers peuls. Il étudie la médecine au Sénégal et en France et participe aux barricades anti-coloniales à Dakar lors de ses années d'étudiants ; il est ensuite membre de la Fédération des étudiants d'Afrique noire en France (FEANF).
Membre fondateur de l'Alliance pour la démocratie au Mali-Parti africain pour la solidarité et la justice, il est président de l'Assemblée nationale du Mali de 1992 à 2002 et président du Parlement de la Communauté économique des États d'Afrique de l'Ouest (Cédéao) de 2000 à 2006.
Il préside les assises de la paix dans le delta central du Mali en mai 2017 à Mopti. Son attitude lors de ses assises le fait désigner par le djihadiste Amadou Koufa comme interlocuteur crédible pour des négociations avec le gouvernement malien.